# Årdal (Schiff)
Die Årdal ist eine Doppelendfähre der norwegischen Reederei Fjord1.

## Geschichte
Die Fähre wurde unter der Baunummer 61 auf der norwegischen Werft Fiskerstrand Verft gebaut und am 30. September 2008 abgeliefert. Der Rohbau wurde von der litauischen Werft Western Shipyard zugeliefert, wo er zwischen September 2007 und Mai 2008 gebaut wurde. Die Fähre wurde auf der Fährverbindung über den Sognefjord zwischen Fodnes und Mannheller in Dienst gestellt. Später wurde sie von Fjord1 auch auf anderen Strecken eingesetzt.
Entworfen wurde die Fähre vom norwegischen Schiffsarchitekturbüro Multi Maritime. Sie ist die einzige Fähre des Typs MM90FE.

## Technische Daten und Ausstattung
Die Fähre wird von zwei Motoren angetrieben, die auf jeweils eine Propellergondel an den beiden Enden der Fähre wirkt. Gebaut wurde sie mit einem dieselmechanischen Antrieb mit zwei Caterpillar-Dieselmotoren des Typs C32 mit jeweils 820 kW Leistung. Für die Stromerzeugung wurden zwei von Caterpillar-Dieselmotoren des Typs C9TA mit jeweils 172 kW Leistung angetriebenen Leroy-Somer-Generatoren verbaut.
2019 wurde der Antrieb der Fähre auf einen Hybridantrieb umgebaut und die Antriebsmotoren durch Elektromotoren ersetzt. Als Stromspeicher wurden Akkumulatoren nachgerüstet. Die Fähre kann nun auch vollelektrisch angetrieben werden.
Die Fähre verfügt über ein durchlaufendes Fahrzeugdeck mit vier Fahrspuren auf dem Hauptdeck sowie ein zusätzliches erhöhtes Fahrzeugdeck mit zwei Fahrspuren auf einer Seite, das über Rampen an beiden Enden mit dem Hauptdeck verbunden ist. An beiden Enden befinden sich herunterklappbare Rampen. Unterhalb des erhöhten Fahrzeugdecks befindet sich ein Aufenthaltsraum für die Passagiere. Die Fahrzeugdecks sind im mittleren Teil durch die Decksaufbauten überbaut. Das Steuerhaus ist mittig auf die Decksaufbauten aufgesetzt.
Die nutzbare Länge auf dem durchlaufenden Autodeck beträgt 90 m. Die Fähre kann 105 Pkw befördern. Die maximale Achslast auf dem durchlaufenden Autodeck beträgt 15 t. Die Passagierkapazität ist mit 292 Personen angegeben.